# Parlamentsvalet i Brasilien 2018
Parlamentsvalet i Brasilien 2018 skedde i två valomgångar, där den första ägde rum 7 oktober och den andra 28 oktober. I parlamentsvalet väljer väljarna president och vicepresident. Därutöver sker val av ledamöter till Brasiliens nationalkongress: två tredjedelar av ledamöterna i Brasiliens förbundssenat (54 platser av 81) med mandatperiod på åtta år, alla 513 ledamöterna till Brasiliens deputeradekammare som har en mandatperiod på fyra år samt 27 guvernörer och 1024 ledamöter i de 27 olika delstatsparlamenten. I Brasilien gäller röstningsplikt för alla läskunniga mellan 18 och 69 år. 
Presidentvalet vanns av högerkandidaten Jair Bolsonaro, som fick 55,1 % av rösterna.

## Presidentvalet

### Attacken mot Bolsonaro
I september 2018, i samband med sin presidentvalskampanj, blev Bolsonaro attackerad och fick ytliga sår. Polisen identifierade och arresterade Adelio Bispo de Oliveira för överfallet ifråga. Oliveira menade att han fått order av gud och att det var därför han gjort attacken.

### Första omgången
I presidentvalets första omgång fick högerkandidaten Jair Bolsonaro 46 procent av rösterna medan vänsterkandidaten Fernando Haddad, tidigare borgmästare i Sao Paulo, fick 29 procent.

### Andra omgången
Presidentvalets andra omgång hölls den 28 oktober och resulterade i vinst för Jair Bolsonaro, som fick 55,2 % av rösterna. Motkandidaten Fernando Haddad fick 44,8 %.